# فهرست فرهنگ‌های لغت فارسی

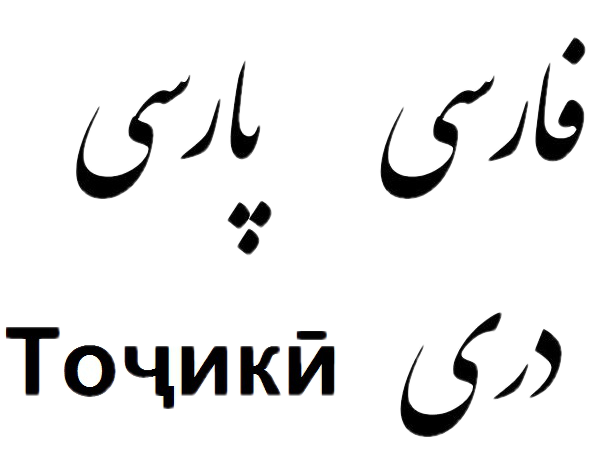
چهار نام پرکاربرد فارسی: فارسی، پارسی، دری و Тоҷикӣ (تاجیکی)

فرهنگ‌های یک‌زبانهٔ فارسی که پس از اسلام تا سده هشتم هجری نوشته شده‌اند همگی فرهنگ‌های کوتاه و اختصاصی هستند که غالباً بر اساس حرف آخر واژه ها و برای استفاده شاعران که بتوانند واژه‌ها را در قافیه به کار ببرند تنظیم شده‌اند. در این دوره هنوز نگارش فرهنگ‌های یک‌زبانهٔ فارسی با هدف بیان معانی واژه‌ها برای عموم مردم باب نشده بود مگر فعالیت‌های که در هند و اندکی در عثمانی آغاز شده بود؛ چون زبان فارسی برای آن‌ها زبانی ناآشنا بود و برای یادگیری و آموختن آن به واژه‌نامه‌ها نیاز داشتند. از سده هشتم تا سده سیزدهم هجری قمری فرهنگ‌های یک‌زبانهٔ فارسی نسبت به دوره پیش شاهد افزایش حجم قابل توجهی هستند و همچنین بر خلاف دورهٔ پیش برای استفاده مردم عادی از آن‌ها به ترتیب حرف اول واژه‌ها الفبایی شده‌اند. کم‌توجهی ایرانیان نسبت به نوشتن فرهنگ‌های یک‌زبانهٔ فارسی برای مدت درازی از یک سو و در طرف مقابل تعدد و شهرت فرهنگ‌های یک‌زبانهٔ فارسیِ نوشته شده در شبه قاره هند آسیب‌هایی نیز داشته که از آن جمله مرجع قرار دادن این فرهنگ‌ها توسط فرهنگ‌نویسان ایرانی و از آن طریق وارد شدن شماری واژه‌های ساختگی دساتیری به زبان فارسی است. در اوایل سده چهاردهم قمری فرهنگ ناظم‌الاطبا نوشته می‌شود که نخستین فرهنگ فارسی است که در آن از روش فونتیک برای نشان دادن تلفظ واژه‌ها استفاده شده‌ است. همچنین در این فرهنگ واژه‌هایی که از زبان‌های اروپایی وارد فارسی شده بودند، آمده‌ است. در سدهٔ حاضر لغت‌نامهٔ دهخدا نوشته می‌شود که بزرگترین فرهنگ فارسی است. در دو دههٔ اخیر فلسفه تدوین فرهنگ‌های یک زبانه به طرز قابل توجهی رعایت شده و فرهنگ‌های یک‌زبانهٔ فارسی می‌کوشند واژه‌ها را با توصیف و تعریف و به شیوه روایی معنی کنند تا آنکه با مترادف معنی واژه مورد نظر را برسانند.
فهرست زیر شامل واژه‌نامه‌های موجود در زبان فارسی از گذشته تا امروز است.

## فهرست فرهنگ واژگان فارسی معاصر
1. فرهنگ معین
2. لغتنامه دهخدا
3. فرهنگ جامع زبان فارسی
4. لغت‌نامه بزرگ فارسی
5. فرهنگ عمید
6. فرهنگ سخن
7. فرهنگ معاصر فارسی
8. فرهنگ اصطلاحات مالی و سرمایه‌گذاری
9. فرهنگ زبان آموز فارسی بهروز صفرزاده
10. فرهنگ جغرافیایی سخن حسن انوری
11. فرهنگ زبان‌آموز فارسی
12. فرهنگ پارسی سره محسن پاکروان
13. فرهنگ موضوعی فارسی
14. فرهنگ واژگان سره فارسی کزازی و فاطمه غفوری
15. پرتو، ابوالقاسم (۱۳۷۷)؛ واژه‌یاب (فرهنگ برابرهای پارسی واژگان بیگانه)؛ سه دفتر؛ چاپ دوم.
16. جلالی، تهمورس (۱۳۵۴)؛ فرهنگ پایه (واژه‌های پارسی و بیگانه زبانزد در فارسی کنونی به پارسی سره)؛ کتابخانهٔ ابن سینا؛ چاپ نخست.
17. فرهنگستان ایران (۱۳۱۹)؛ واژه‌های نو (از خردادماه ۱۳۱۴ تا اسفندماه ۱۳۱۹)؛ تهران: دبیرخانه فرهنگستان.
18. فرهنگستان زبان پارسی (۱۳۹۰)؛ واژه‌نامه پارسی سره.
19. وحیدی، حسین (۱۳۷۵)؛ واژگان اقتصادی (انگلیسی-عربی-فارسی)؛ انتشارات تهران با همکاری ماهنامهٔ چیستا؛ چاپ نخست.
20. هاجری، ضیاءالدین (۱۳۸۶)؛ فرهنگ بیست هزار؛ به‌آفرین.[۲]
21. آریان‌پور کاشانی، منوچهر (۱۳۸۴)؛ فرهنگ ریشه‌های هندواروپایی زبان فارسی؛ اصفهان: جهاد دانشگاهی.
22. اسدی توسی (۱۳۱۹)؛ لغت فُرس؛ پیرایشِ عباس اقبال؛ با سرمایهٔ عبدالرحیم خلخالی؛ تهران: چاپخانهٔ مجلس.
23. افنان، سهیل محسن (۱۹۶۹)؛ واژه‌نامهٔ فلسفی (ف‍ارس‍ی، ع‍رب‍ی، ان‍گ‍ل‍ی‍س‍ی، ف‍ران‍س‍ه، پ‍ه‍ل‍وی، ی‍ون‍ان‍ی و لات‍ی‍ن)؛ بیروت: دارالمشرق.
24. امام‌شوشتری، محمدعلی (۱۳۴۷)؛ فرهنگ واژه‌های فارسی در زبان عربی؛ تهران: انجمن آثار ملی.
25. بریجانیان، ماری و رییسی، طیبه‌بیگم (۱۳۷۳)؛ فرهنگ اصطلاحات فلسفه و علوم اجتماعی؛ تهران: پژوهشگاه علوم انسانی و مطالعات فرهنگی.
26. حسینی مدنی تتوی، عبدالرشید پسر عبدالغفور (۱۳۳۷)؛ فرهنگ رشیدی به همراه معربات؛ دو پوشینه؛ پژوهش و ویراستاری محمد محمدلوی عباسی.
27. عمید، حسن (۱۳۸۹)؛ فرهنگ فارسی عمید.
28. خانلری (کیا)، زهرا (۱۳۴۸)؛ فرهنگ ادبیات فارسی؛ بنیاد فرهنگ ایران.
29. مصاحب، غلامحسین و … (۱۳۸۱)؛ دایرةالمعارف فارسی؛ کتاب‌های جیبی.
30. مقدم، محمد (۱۳۴۲)؛ راهنمای ریشهٔ فعل‌های ایرانی (در زبان اوستا و فارسی باستان و فارسی کنونی)؛ گردآورنده محمدبشیر حسین؛ علمی.
31. نورایی، علی (۲۰۱۳)؛ فرهنگ ریشهٔ واژگان فارسی
32. بهروز، ذبیح (۱۳۶۳)؛ خط و فرهنگ؛ چاپ دوم؛ فروهر.
33. مسکوب، شاهرخ (۱۳۸۵)؛ هویت ایرانی و زبان فارسی
34. ناتل خانلری، پرویز (۱۳۶۵)؛ تاریخ زبان فارسیِ؛ سه دفتر.
35. فرهنگستان زبان پارسی (۱۳۹۱)؛ واژه‌نامه کوچک پارسی میانه.
36. فرهنگستان زبان و ادب فارسی (۱۳۹۱)؛ راهنمای گردآوری گویش‌ها برای گنجینهٔ گویش‌های ایرانی؛ تهران.
37. مکنزی، دیوید نیل (۱۳۷۳)؛ فرهنگ کوچک زبان پهلوی؛ برگردان مهشید میرفخرایی؛ پژوهشگاه علوم انسانی و مطالعات فرهنگی.
38. آذران، حسین (۱۳۸۲)؛ واژه‌های ایرانی در زبان سوئدی؛ نشر بلخ؛ ۲۲۸ رویه.
39. الشیر، السیّد ادّی (۱۳۸۶)؛ واژه‌های فارسیِ عربی‌شده، برگردان حمید طبیبیان؛ امیرکبیر.
40. ریاحی خویی، محمدامین (۱۳۶۹)؛ زبان و ادب فارسی در قلمرو عثمانی؛ پاژنگ؛ چاپ نخست.
41. سیامک قدیمی، واژه‌نامهٔ اخترشناسی
42. فرهنگ پیشه‌ها‬؛ مجموعه واژه‌نامه‌ها دربارهٔ پیشه‌های قدیمی ایران و اصطلاحات مربوط به شغل؛ میرزایی، شهراد؛ نشر دیبایه[۳]

## فهرست فرهنگ‌های فارسی تاریخی
از سدهٔ هشتم میلادی نوشتن فرهنگ‌های فارسی آغاز شد. برخی از برجسته‌ترین آن‌ها عبارت‌اند از:
1. فرهنگ قواس
2. بحر الفضایل فی منافع الافاضل
3. دستور الافاضل فی لغات الفضایل
4. اداةالفضلا
5. فرهنگ شرف‌نامه
6. مفتاح‌الفضلا
7. تحفةالسعادة
8. مؤیدالفضلا
9. فرهنگ تحفةالاحباب
10. فرهنگ کشف‌اللغات
11. فرهنگ وفائی
12. فتح‌الکتاب
13. مجموعةاللغات
14. مدارالافاضل
15. فرهنگ جهانگیری
16. چهار عنصر دانش
17. جمع‌الجوامع
18. لطایف‌اللغات
19. برهان قاطع
20. فرهنگ رشیدی
21. سراج‌اللغات و چراغ هدایت
22. محموداللغات
23. بهار عجم
24. قسطاس‌اللغه
25. شمس‌اللغات
26. اصطلاحات شعرا
27. هفت قلزم
28. غیاث‌اللغات
29. تسهیل‌اللغات
30. فرهنگ بحر عجم
31. ارمغان آصفی
32. فرهنگ آنندراج
33. آصف‌اللغات
34. نقش بدیع
35. فرهنگ نظام
36. فرهنگ چهار شربت
37. خیابان آرام
38. سرمه سلیمانی
39. فرهنگ فرنود سار ، پفیسی، ناظم الاطبا
40. فرهنگ سیالکوتی
41. فرهنگ منیری یا نورسنامه ابراهیمی
42. فرهنگ دساتیر( جعلی)
43. فرهنگ کاتوزیان
44. فرهنگ دبستانی
45. فرهنگ معیار جمالی (جعلی)
46. فرهنگ فرس اسدی
47. فرهنگ سخن
48. فرهنگ فارسی معین
49. فرهنگ فارسی معاصر
50. فرهنگ لغات عوام
51. فرهنگ فارسی تاجیکی
52. فرهنگ عوام نشر مازیار
53. فرهنگ عوام از جمالزاده نویسنده
54. فرهنگ عوام از جلال ال احمد
55. فرهنگ تلمیحات دو جلد از  شمیسا
56. فرهنگ اشارات در دو جلد
57. فرهنگ کنایات سخن
58. فرهنگ اصطلاحات طنز
59. فرهنگ بهدینان
60. فرهنگ لغات تبری در پنج مجلد
61. فرهنگ فارسی دری دو جلد رحلی
62. فرهنگ تاریخی لغات فارسی جلد اول ، رحلی، بنیاد فرهنگ ایران
63. فرهنگ زبان مخفی
64. واژه یاب سه جلد
65. فرهنگ لغات مصوب فرهنگستان فارسی۴ ج
66. فرهنگ لغات خوشنویسی و علوم مربوطه
67. فرهنگ لغات سگزی یا سیستانی
68. فرهنگ لغات تاریخ بیهقی
69. فرهنگ نامهای اوستا سه جلد هاشم رضی
70. فرهنگ لغات شاهنامه دکتر زنجانی
71. فرهنگ ایرانی باستان به زبان المانی بارتولومه افست نشر اساطیر
72. فرهنگ لغات مثنوی معنوی نه مجلد
73. فرهنگ لغات سنگسری
74. ریاض الادویه فرهنگ لغات طب سنتی
75. دانشنامه شعر و شاعری
76. فرهنگ نامهای پرندگان در لهجه کردی
77. فرهنگ لغات استخراج شده از لغتنامه دهخدا در دو مجلد رحلی
78. فرهنگ انجمن‌آرای ناصری تالیف امیرالشعرا رضاقلی هدایت